# ROCKCLIMBING (雑誌)
『ROCKCLIMBING』（ロッククライミング）は、株式会社船橋ロッキーがかつて発行していたロッククライミング専門誌。

## 概要
ボルダリングジムを運営する株式会社船橋ロッキーから2017年2月に創刊されたが、コロナ禍においてボルダリングジムの経営状況が悪化し2020年4月号を最後に休刊となった。通巻15号。創刊から休刊まで編集長は竹内敏明。
ボルダリングやトラッドクライミングなどのフリークライミングから大滝登攀やゴルジュ突破などの沢登り、さらには登らずに降ることが主体のキャニオニングまで広い範囲のロッククライミングを扱っていた。
同時代のロッククライミング専門誌には「ROCK & SNOW」（山と溪谷社）がある。

## 主な連載
- 室井登喜男
- 小林由佳
- 菊地敏之
- 内藤直也
- 大岩あき子
- 佐藤裕介
- 小山田大
- 橋本今史
- 合田雄治郎
- 中嶋渉
- 中嶋徹
- 柴沼潤
- 一宮大介
- 竹内敏明
- 濱田健介
- 大西良治
- 木降隆生
- 田嶋一平
- 倉上慶大
- 安間佐千